# Synagoga Kehilath Jeshurun w Nowym Jorku
Synagoga Kehilath Jeshurun w Nowym Jorku – jest to synagoga wyznania ortodoksyjnego położona przy ulicy 85th East Street w Nowym Jorku na wyspie Manhattan. Świątynia została zbudowana w 1872 roku. Obecnie synagoga posiada bliskie kontakty ze szkołą Ramaz. Obie instytucje dzielą się budynkami, a synagoga jest także jedną z głównych placówek dotującą uczelnię.
Synagoga Kehilath Jeshurun obecnie jest aktywną świątynią, w której regularnie odbywają się nabożeństwa. Świątynia odgrywa ważną rolę integracyjną wśród lokalnej społeczności żydowskiej, a także jest miejscem spotkań ludzi związanych bezpośrednio ze szkołą Ramaz, której założycielem był Joseph Lookstein, wnuk założyciela synagogi Kehilath Jeshurun.
W grudniu 2008 roku ujawniono, że lokalna gmina żydowska, w tym sama synagoga straciła ponad 3,5 miliona dolarów w aferze związanej z Bernardem Madoffem.